# رابرت هرمان (ریاضیدان)
رابرت هرمان (انگلیسی: Robert Hermann؛ زاده ۱۹۳۱) ریاضی‌دان و فیزیک‌دان اهل ایالات متحده آمریکا است.